# Frenelle-la-Petite
Frenelle-la-Petite est une commune française située dans le département des Vosges, en région Grand Est.
Ses habitants sont appelés les Fresnelliens.

## Géographie

### Localisation
| Blemerey   | Fraisnes-en-Saintois Meurthe-et-Moselle |                    |
| Oëlleville | Frenelle-la-Petite                      | Frenelle-la-Grande |
|            | Juvaincourt                             | Puzieux            |

### Géologie et relief
Espaces naturels :
- Une zone naturelle d'intérêt écologique, faunistique et floristique (Znieff) :

Gîte à chiroptères du Saintois.

### Sismicité
Commune située dans une zone 1 de sismicité très faible,.

### Hydrographie et les eaux souterraines
Hydrogéologie et climatologie : Système d’information pour la gestion des eaux souterraines du bassin Rhin-Meuse :
Territoire communal : Occupation du sol (Corinne Land Cover); Cours d'eau (BD Carthage),
Géologie : Carte géologique; Coupes géologiques et techniques,
 Hydrogéologie : Masses d'eau souterraine; BD Lisa; Cartes piézométriques.

#### Réseau hydrographique
La commune est située dans le bassin versant du Rhin au sein du bassin Rhin-Meuse. Elle est drainée par le ruisseau de Juvaincourt, le ruisseau des Pierres et le ruisseau du Breuil,.
Le ruisseau de Juvaincourt, d'une longueur totale de 10,5 km, prend sa source dans la commune d'Oëlleville et se jette dans le ruisseau des Pierres en limite de Poussay et de Puzieux, après avoir traversé six communes.

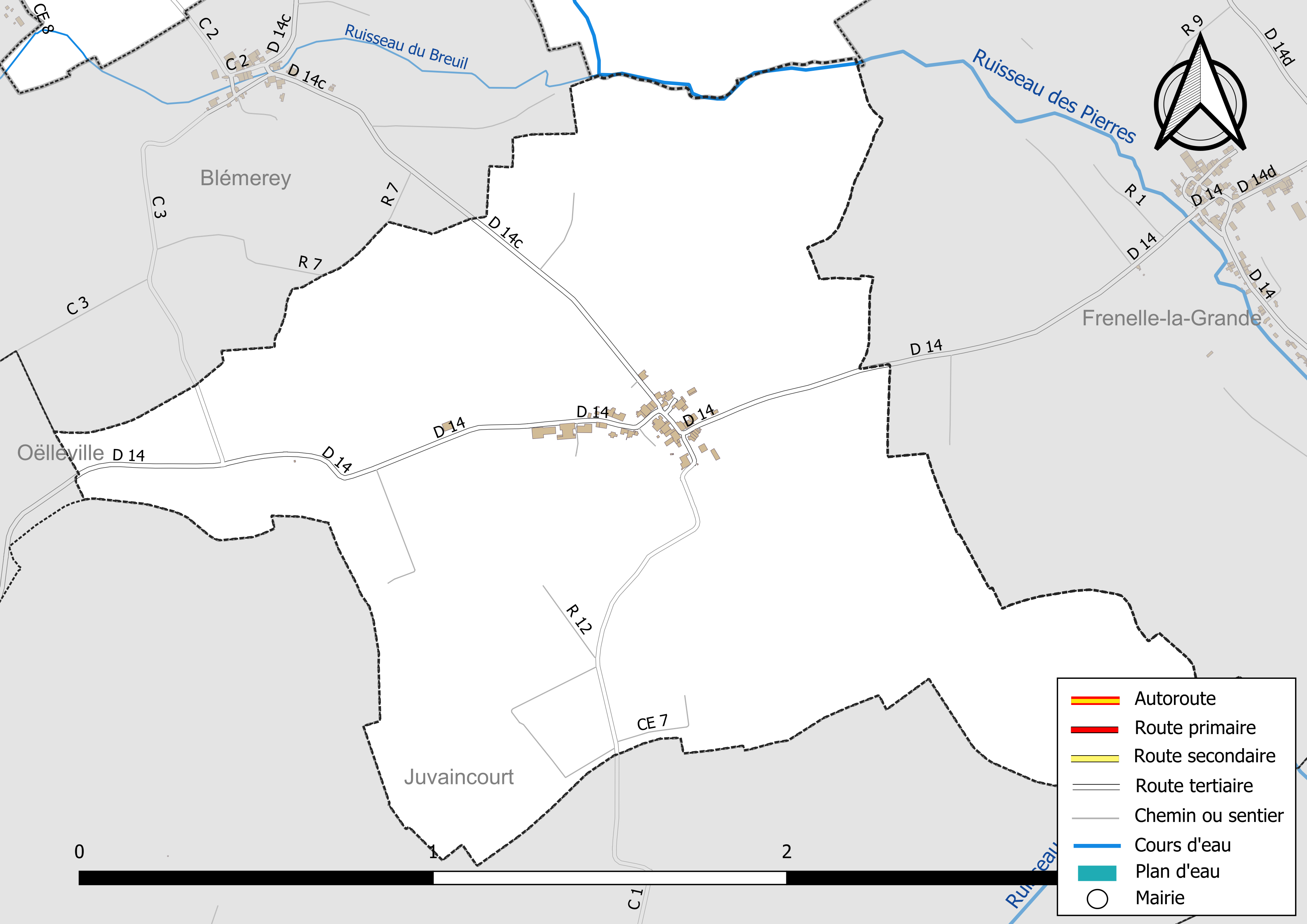
Réseaux hydrographique et routier de Frenelle-la-Petite.

Le ruisseau des Pierres, d'une longueur totale de 12,9 km, prend sa source dans la commune de Courcelles et se jette dans le Madon à Poussay, après avoir traversé six communes.

#### Gestion et qualité des eaux
Le territoire communal est couvert par le schéma d'aménagement et de gestion des eaux (SAGE) « Nappe des Grès du Trias Inférieur ». Ce document de planification, dont le territoire comprend le périmètre de la zone de répartition des eaux de la nappe des Grès du trias inférieur (GTI), d'une superficie de 1 497 km2,  est en cours d'élaboration. L’objectif poursuivi est de stabiliser les niveaux piézométriques de la nappe des GTI et atteindre l'équilibre entre les prélèvements et la capacité de recharge de la nappe. Il doit être cohérent avec les objectifs de qualité définis dans les SDAGE Rhin-Meuse et Rhône-Méditerranée. La structure porteuse de l'élaboration et de la mise en œuvre est le conseil départemental des Vosges.
La qualité des eaux de baignade et des cours d’eau peut être consultée sur un site dédié géré par les agences de l’eau et l’Agence française pour la biodiversité.

### Climat
Pour des articles plus généraux, voir Climat du Grand Est et Climat des Vosges.
En 2010, le climat de la commune est de type climat des marges montargnardes, selon une étude du Centre national de la recherche scientifique s'appuyant sur une série de données couvrant la période 1971-2000. En 2020, Météo-France publie une typologie des climats de la France métropolitaine dans laquelle la commune est dans une zone de transition entre le climat océanique altéré et le climat océanique altéré et est dans la région climatique  Lorraine, plateau de Langres, Morvan, caractérisée par un hiver rude (1,5 °C), des vents modérés et des brouillards fréquents en automne et hiver. 
Pour la période 1971-2000, la température annuelle moyenne est de 9,7 °C, avec une amplitude thermique annuelle de 16,7 °C. Le cumul annuel moyen de précipitations est de 891 mm, avec 12,7 jours de précipitations en janvier et 9,5 jours en juillet. Pour la période 1991-2020, la température moyenne annuelle observée sur la station météorologique de Météo-France la plus proche, « Mirecourt-inra », sur la commune de Mirecourt à 8 km à vol d'oiseau, est de 10,4 °C et le cumul annuel moyen de précipitations est de 824,3 mm. 
La température maximale relevée sur cette station est de 39,5 °C, atteinte le 25 juillet 2019 ; la température minimale est de −19,5 °C, atteinte le 20 décembre 2009,,. 
Les paramètres climatiques de la commune ont été estimés pour le milieu du siècle (2041-2070) selon différents scénarios d'émission de gaz à effet de serre à partir des nouvelles projections climatiques de référence DRIAS-2020. Ils sont consultables sur un site dédié publié par Météo-France en novembre 2022.

## Urbanisme

### Typologie
Au 1er janvier 2024, Frenelle-la-Petite est catégorisée commune rurale à habitat très dispersé, selon la nouvelle grille communale de densité à sept niveaux définie par l'Insee en 2022.
Elle est située hors unité urbaine. Par ailleurs la commune fait partie de l'aire d'attraction de Nancy, dont elle est une commune de la couronne,. Cette aire, qui regroupe 353 communes, est catégorisée dans les aires de 200 000 à moins de 700 000 habitants,.

### Occupation des sols
L'occupation des sols de la commune, telle qu'elle ressort de la base de données européenne d’occupation biophysique des sols Corine Land Cover (CLC), est marquée par l'importance des territoires agricoles (99,8 % en 2018), une proportion identique à celle de 1990 (99,8 %). La répartition détaillée en 2018 est la suivante : 
prairies (79,3 %), terres arables (20,5 %), forêts (0,2 %). L'évolution de l’occupation des sols de la commune et de ses infrastructures peut être observée sur les différentes représentations cartographiques du territoire : la carte de Cassini (XVIIIe siècle), la carte d'état-major (1820-1866) et les cartes ou photos aériennes de l'IGN pour la période actuelle (1950 à aujourd'hui).

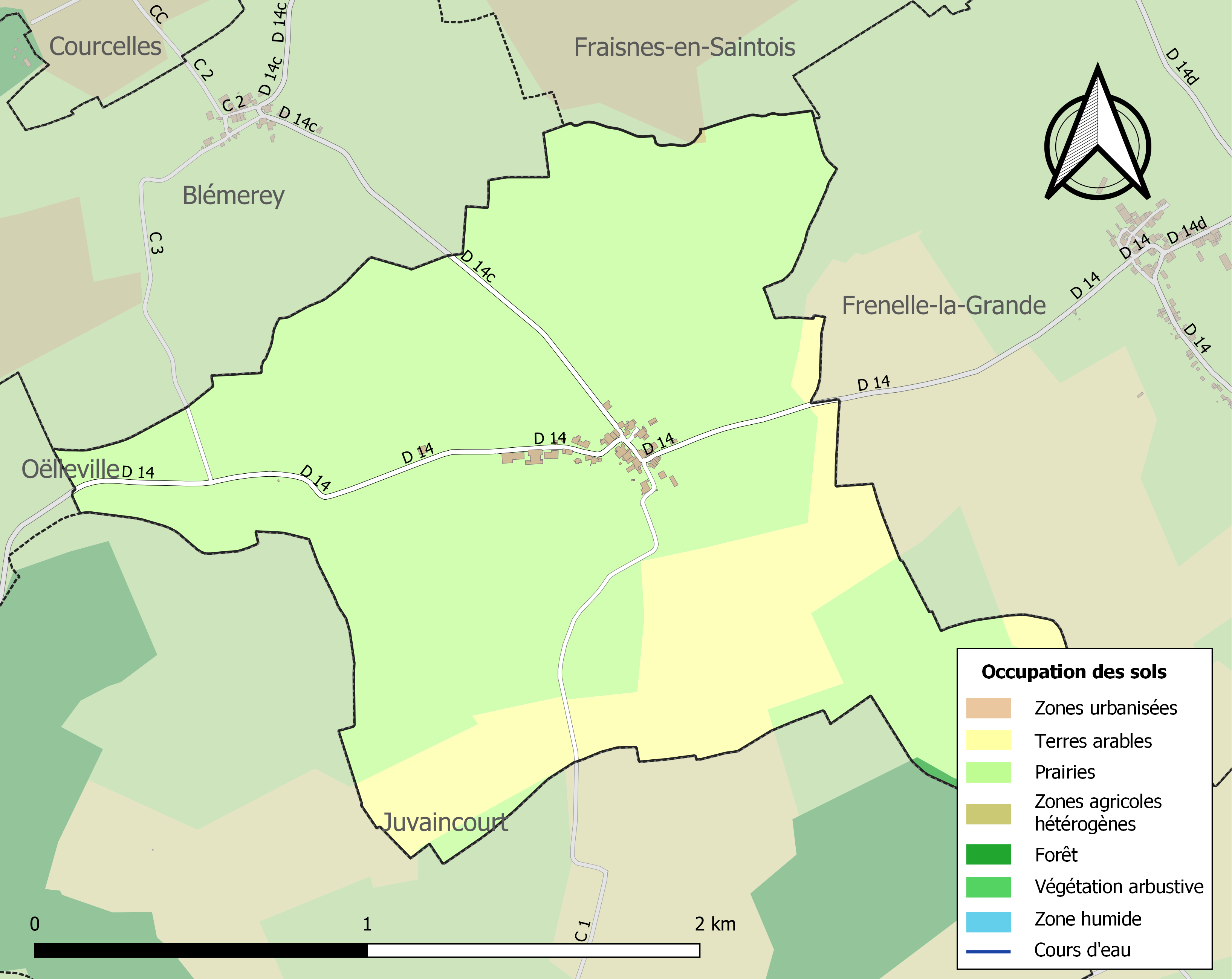
Carte des infrastructures et de l'occupation des sols de la commune en 2018 (CLC).

### Voies de communications et transports

#### Voies routières
- A31 (aussi appelée autoroute de Lorraine-Bourgogne). Échangeurs Châtenois, Bulgnéville, Colombey-les-Belles.

#### Transports en commun
- Fluo Grand Est.

#### Lignes SNCF
- Gare de Charmes
- Gare de Vittel

#### Transports aériens
- Aéroport d'Épinal-Mirecourt « Vosges Aéroport ».

À partir de l'été 2021, l’aéroport d’Épinal-Mirecourt devient le pélicandrome de la Zone Est et servira ainsi de base de ravitaillement et d’intervention pour les avions bombardiers d’eau Q Series ou de Havilland Canada DHC-8, aussi connu sous le nom de Dash 8.

## Toponymie
Le nom de la localité est attesté sous les formes Eccl. de Frasnello (1044) ; Eccl. de Feralvello (1188) ; Frainel (1273) ; De Franello Rubeo (1402) ; Fraisne la Petite (1594) ; Fresnel la Petite (1598) ; Frenel la Petite (1711).

Son église était une annexe de Fraisnes-en-Saintois. Nom de lieu issu du latin fraxinus « frêne », avec le suffixe -el au masculin en 1273 ; le nom est devenu féminin quand on a dit « Fraisne la petite » et l'est resté. On a rétabli -el en 1598, puis -elle en 1793.

## Histoire
La première mention de Frenelle-la-Petite dans les sources écrites pourrait dater de 1044. Le village appartenait au bailliage de Bailliage de Vôge / bailliage de Mirecourt. Le château était le chef-lieu de la baronnie, puis du comté de Fresnel, érigés, la première le 2 juillet 1619, le second le 10 octobre 1718.
L’église de Frenelle-la-Petite, dédiée à saint Élophe, relevait du diocèse de Toul, doyenné de Porsas. La cure était à la collation de l’abbé de Saint-Evre de Toul et au concours. Elle remonterait au XVIe siècle.

## Politique et administration

### Découpage territorial
Par arrêté préfectoral du 15 septembre 2023, la commune est retirée le 1er janvier 2024 de l'arrondissement d'Épinal et rattachée à l'arrondissement de Neufchâteau.

### Liste des maires
| Période                                  | Période                       | Identité            | Étiquette | Qualité        |
| ---------------------------------------- | ----------------------------- | ------------------- | --------- | -------------- |
| Les données manquantes sont à compléter. |                               |                     |           |                |
| mars 2001                                | En cours (au 18 février 2015) | Jean-Claude Sancier | DVG       | Ancien ouvrier |

### Budget et fiscalité 2023
En 2023, le budget de la commune était constitué ainsi :
- total des produits de fonctionnement : 45 000 €, soit 962 € par habitant ;
- total des charges de fonctionnement : 30 000 €, soit 634 € par habitant ;
- total des ressources d'investissement : 17 000 €, soit 366 € par habitant ;
- total des emplois d'investissement : 16 000 €, soit 340 € par habitant ;
- endettement : 10 000 €, soit 222 € par habitant.

Avec les taux de fiscalité suivants :
- taxe d'habitation : 12,82 % ;
- taxe foncière sur les propriétés bâties : 34,89 % ;
- taxe foncière sur les propriétés non bâties : 13,78 % ;
- taxe additionnelle à la taxe foncière sur les propriétés non bâties : 0,00 % ;
- cotisation foncière des entreprises : 0,00 %.

Chiffres clés Revenus et pauvreté des ménages en 2021 : médiane en 2021 du revenu disponible, par unité de consommation.

## Population et société

### Démographie

#### Évolution démographique
L'évolution du nombre d'habitants est connue à travers les recensements de la population effectués dans la commune depuis 1793. Pour les communes de moins de 10 000 habitants, une enquête de recensement portant sur toute la population est réalisée tous les cinq ans, les populations de référence des années intermédiaires étant quant à elles estimées par interpolation ou extrapolation. Pour la commune, le premier recensement exhaustif entrant dans le cadre du nouveau dispositif a été réalisé en 2005.

En 2022, la commune comptait 47 habitants, en évolution de +6,82 % par rapport à 2016 (Vosges : −2,96 %, France hors Mayotte : +2,11 %).
| 1793 | 1800 | 1806 | 1821 | 1831 | 1836 | 1841 | 1846 | 1856 |
| ---- | ---- | ---- | ---- | ---- | ---- | ---- | ---- | ---- |
| 173  | 141  | 158  | 149  | 158  | 162  | 139  | 150  | 155  |

| 1861 | 1866 | 1876 | 1881 | 1886 | 1891 | 1896 | 1901 | 1906 |
| ---- | ---- | ---- | ---- | ---- | ---- | ---- | ---- | ---- |
| 153  | 144  | 130  | 125  | 101  | 100  | 100  | 90   | 90   |

| 1911 | 1921 | 1926 | 1931 | 1936 | 1946 | 1954 | 1962 | 1968 |
| ---- | ---- | ---- | ---- | ---- | ---- | ---- | ---- | ---- |
| 88   | 77   | 73   | 75   | 86   | 66   | 72   | 66   | 65   |

| 1975 | 1982 | 1990 | 1999 | 2005 | 2006 | 2010 | 2015 | 2020 |
| ---- | ---- | ---- | ---- | ---- | ---- | ---- | ---- | ---- |
| 58   | 46   | 57   | 50   | 45   | 45   | 51   | 44   | 47   |

| 2022 | - | - | - | - | - | - | - | - |
| ---- | - | - | - | - | - | - | - | - |
| 47   | - | - | - | - | - | - | - | - |

### Enseignement
Établissements d'enseignements :
- Écoles maternelles et primaires à Oëlleville, Baudricourt, Rouvres-en-Xaintois, Poussay, Diarville.
- Collèges à Mirecourt, Vézelise, Charmes, Châtenois, Dompaire.
- Lycées à Mirecourt, Mandres-sur-Vair, Contrexéville.

### Santé
Professionnels et établissements de santé :
- Médecins à Diarville, Mirecourt, Mattaincourt, Vicherey, Gironcourt-sur-Vraine.
- Pharmacies à Diarville, Mirecourt, Mattaincourt, Vicherey, Gironcourt-sur-Vraine.
- Hôpitaux à Mirecourt, Mattaincourt, Charmes, Vittel.

### Cultes
- Culte catholique, Paroisse Saint-Pierre-Fourier[37], Diocèse de Saint-Dié.

## Économie

### Entreprises et commerces
- Commerces et services de proximité[38].

## Culture locale et patrimoine

### Lieux et monuments

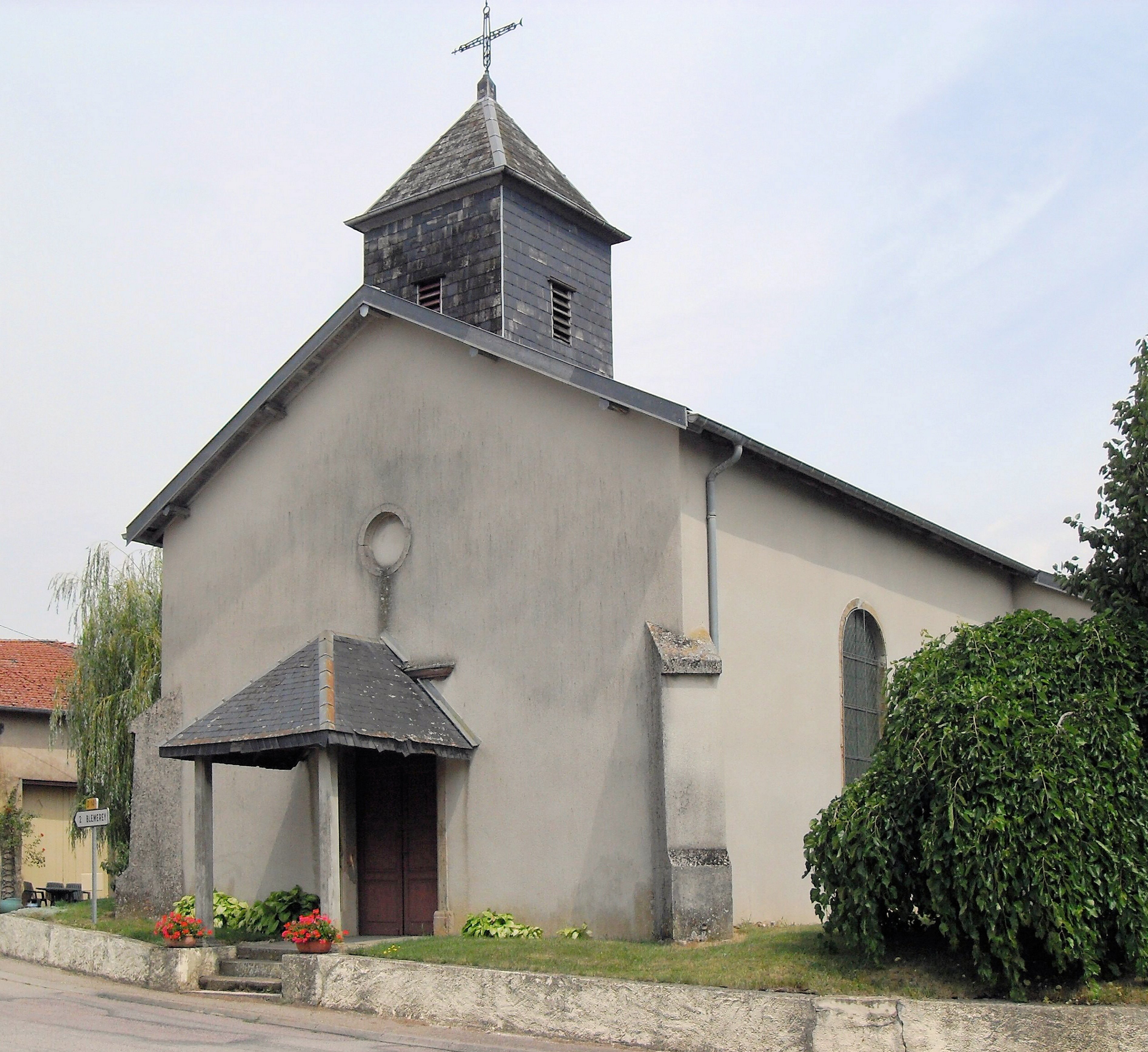
L'église Saint-Élophe.

La commune ne déplore aucun mort aux dernières guerres. Les gens de Frenelle attribuent ce « miracle » à la protection de l'abbé Mathieu dont la tombe, située à côté de l'église, est fleurie chaque année par les habitants.
- L’église dédiée à saint Élophe[39] :

Patrimoine mobilier :
* Cloche.
* Statue Saint Nicolas.
* Autel, retable.
* Lambris de revêtement.
* Plaque funéraire (plaque de fondation de messe).
* Autel (maître-autel).
* Tableau l'Institution du Rosaire, cadre.
* Statue Christ en croix.
* 6 chandeliers (garniture d'autel).
* Chaire à prêcher.
* Retable et autel.
* Deux retables.
* Statues (statuettes) de confrérie : Vierge à l’Enfant, Vierge de l’Immaculée Conception.
* Reliquaire-monstrance.
- Croix de cimetière[54].
- Patrimoine rural recensé par le service régional de l'Inventaire général du patrimoine culturel[55].

### Personnalités liées à la commune
- Abbé Mathieu[56].
- Famille Hennequin de Curel[57], comtes de Curel[58].
- Les médaillés de Sainte-Hélène[59].

### Héraldique
| Blason de Frenelle-la-Petite | Blason  | Vairé d'or et d'azur; au chef de gueules chargé d'un lion léopardé d'argent. |
| Blason de Frenelle-la-Petite | Détails |                                                                              |

## Pour approfondir